# Matin dans les Monts des Géants
Matin dans les Monts des Géants (en allemand : Morgen im Riesengebirge) est un tableau du peintre allemand Caspar David Friedrich, réalisé vers 1810-1811 et exposé à la Alte Nationalgalerie de Berlin.

## Description
Ce tableau décrit une scène dans les Monts des Géants. D'un point de vue légèrement surélevé, le spectateur voit un pic rocheux avec une croix qui porte une figure de Jésus. Une femme dans une robe blanche vient de monter la falaise, tenant la croix de la main droite en tirant un homme habillé en noir avec la main gauche. Le soleil matinal éclaire la scène depuis la gauche d'une lumière rouge-orangée. Dans les vallées, est encore présente la brume matinale et seule la succession rapprochée des  pics montagneux émerge de cette mer de brouillard. Mais aucun sommet ne dépasse la ligne d'horizon; seule la croix au premier plan atteint le ciel.

## Historique
Le roi de Prusse Frédéric-Guillaume III a acquis le tableau en 1811 lors de l'exposition de l'Académie de Dresde pour l'exposer dans son palais de Berlin Unter den Linden. Il y est resté jusqu'en 1837 et a ensuite été déplacé au Nouveau Palais de Potsdam. De 1844 à 1865, il a été accroché au château de Bellevue puis plus tard, dans le château de Wiesbaden. Après 1930, il est retourné à Berlin pour être exposé dans le château de la ville de Berlin. En 1957, il a été déplacé au château de Charlottenburg (numéro d'inventaire 6911 GK I) en possession des Musées d'État du patrimoine culturel prussien (numéro d'inventaire NG 10/85).
Le Matin dans les Monts des Géants a été exposé en 1986 dans l'aile Knobelsdorff du château de Charlottenburg. La toile est désormais exposée avec d'autres œuvres de Friedrich dans le "Neuer Pavillon", une villa d'été située juste à côté de cette aile.